# Boros Ferenc (költő)
Boros Ferenc (rákosi) (Buda, 1783. december 20. – Buda, 1810. december 20.) a királyi helytartótanács titkára, költő.

## Életpályája
Boros Lajos nádori irodaigazgató fia volt. A magyar királyi helytartótanács titkára volt. 1809-ben a magyar felkelő seregnél századosi rangban szolgált.

## Nyomtatásban megjelent munkái
- Genialitäten. Pannonien. 1808. (Vers és próza. Névtelenül)
- Németül irt költeménye a Lübeck. Ungar. Miscellen c. folyóiratában (1805, és a Mátráról irt cikke) és a Köffinger Musen-Almanachjában (1808) jelentek meg; a Patriot. Wochenblatt közölte: Methode Vögel auszustopfen c. értekezését (1804)